# Susceptancja
Susceptancja (podatność) – część urojona admitancji, czyli przewodność bierna.
Oznaczenie {\displaystyle B,} jednostka simens.
{\displaystyle Y=G+jB,}
gdzie:
{\displaystyle Y} – admitancja,
{\displaystyle \operatorname {Re} (Y)=G} – konduktancja,
{\displaystyle \operatorname {Im} (Y)=B} – susceptancja,
{\displaystyle j} – jednostka urojona.
W przypadku obciążenia biernego równa co do wartości odwrotności reaktancji:
{\displaystyle Z=jX,}
{\displaystyle Y=jB={\frac {1}{Z}}=-{\frac {j}{X}},}
{\displaystyle B=-{\frac {1}{X}}.}
W ogólnym przypadku dla połączenia szeregowego:
{\displaystyle Z=R+jX,}
{\displaystyle Y={\frac {1}{Z}}={\frac {R}{|Z|^{2}}}-j{\frac {X}{|Z|^{2}}},}
gdzie:
{\displaystyle |Z|} – moduł impedancji,
zatem:
{\displaystyle B=\operatorname {Im} (Y)={\frac {-X}{|Z|^{2}}}={\frac {-X}{R^{2}+X^{2}}}.}

W ogólnym przypadku dla połączenia równoległego:
{\displaystyle Z={\frac {R*jX}{R+jX}},}
{\displaystyle Y={\frac {1}{Z}}={\frac {1}{\frac {R*jX}{R+jX}}}={\frac {R+jX}{R*jX}}={\frac {1}{R}}-j{\frac {1}{X}}}  gdzie:
{\displaystyle |Z|} – moduł impedancji,  zatem:
{\displaystyle B=\operatorname {Im} (Y)=-{\frac {1}{X}}}